# آکاسیای کالتریفرمیس
آکاسیا کالتریفرمیس (نام علمی: Acacia cultriformis) نام یک گونه از سرده آکاسیا است.